# Pipiza magnomaculata
Pipiza magnomaculata är en tvåvingeart som beskrevs av Violovitsh 1985. Pipiza magnomaculata ingår i släktet gallblomflugor, och familjen blomflugor. Inga underarter finns listade i Catalogue of Life.